# Předplacená karta
Předplacená karta se v obecném smyslu používá pro karty, které se kupují (nebo darují jako dárek), a jsou za ně poskytovány konkrétní služby (již předplacené). Stačí je jen použít podle návodu nebo dojít na místo služby, kde tuto kartu lze využít.

## Předplacená herní karta
Předplacená herní karta je karta, která slouží k jednorázovému zaplacení/prodloužení platnosti internetového účtu pro hraní her přes internet. Tyto karty se dají koupit v obchodech zaměřených na počítačové hry.
Takové karty jsou většinou trochu dražší než možnost zaplatit za hru alternativním způsobem – bankovní transakcí nebo internetovým bankovnictvím, ale zároveň je jejich použití pohodlnější.
Karta je většinou zabalená v malé krabičce nebo alespoň igelitovém sáčku, přičemž na jedné straně je kód této karty zakrytý ochrannou vrstvou, kterou je třeba nejdříve odstranit (seškrábnout). Poté se kód z karty obvykle zadá ve správě účtu na internetu a herní doba by se měla ihned prodloužit.

## Předplacená dobíjecí karta (mobilní kredit)
Předplacenou kartou se též rozumí karta, jejíž kód se používá pro dobití telefonního kreditu. Dříve též byly používány karty pro telefonní automaty.
Podobně jako herní karta se i tato kupuje v obchodě, nejlépe přímo u operátora, ale lze ji sehnat i v některých trafikách a samoobsluhách. Taková karta většinou stojí stejně jako hodnota kreditu, který dobíjí. Stejně jako u herních karet, i u těchto se musí seškrábnout ochranná vrstva, aby se objevil kód – ten je ovšem pro aktivaci nutné odeslat ve formě SMS na specifické telefonní číslo podle operátora.

## Předplacená platební karta
Je karta podobná debetní nebo kreditní kartě s tím rozdílem, že není vázána na konkrétní účet nějakého člověka a nepodléhá několika dalším „omezením“. Zároveň je ovšem limitována výší peněžní částky vybírané do minusu – to ve většině případů nejde – tedy jsou peníze, nebo nejsou peníze.
- Dárková předplacená platební karta – je karta vytvořená především pro darování jiné osobě. Tento typ karet neumožňuje pozdější vkládání peněz, takže slouží jako jednorázově nabitá. Je to další vhodná forma darování peněžité hotovosti. Dárkové karty vydávají některé kluby nebo obchodní řetězce.
- Dobíjecí předplacená platební karta – je široce využitelná verze předplacené platební karty, která má oproti předešlé zásadní rozdíl – jde dobít penězi. Je tedy vhodná například k vyplácení kapesného dětem nebo jako plnohodnotná náhrada kreditní nebo debetní karty pro dospělé, kterým jiné karty nevyhovují. Dalším příkladem může být palivová karta pro čerpání pohonných hmot fyzickými osobami. (Její firemní obdobou jsou takzvané fleet karty, které jsou však většinou kreditní.) Dobíjecí karta je také známá jako SVC karta (z anglického stored-value card).
- Virtuální předplacená platební karta – virtuální verze předešlého druhu karty – nemáte ji tedy fyzicky. Nejvíce se používá pro platbu přes Internet (která probíhá stejně jako s normální kartou). V kamenném obchodě s  ní ovšem nezaplatíte – nemáte totiž s čím.

## Reklamace
Reklamace karet, jako jsou herní a dobíjecí (kreditu) může být obtížná. Většina prodejců uvádí, že karta bez ochranného povrchu je nereklamovatelná – mohl již být použit její kód. [zdroj?]